# Gustav Scipio
Gustav Scipio (* 18. Juni 1872 in Bremen; † 21. Oktober 1949 in Bremen) war ein deutscher Unternehmer im Fruchthandel.

## Biografie
Scipio war der Sohn von Raimund Scipio, Inhaber eines Kommissionsgeschäfts. Er besuchte die Realschulen von Debbe in Bremen, absolvierte eine kaufmännische Lehre in einem Überseegeschäft und arbeitete anschließend im Fruchthandel in Spanien. Er gründete 1902 mit fünf weiteren Bremer Kaufleuten die Fruchthandel-Gesellschaft mbH (FGH). Ziel war es, in Bremen einen Großmarkt für frische Südfrüchte, Obst und Gemüse zu errichten. Zu den ersten Produkten zählten Orangen aus Spanien und Zitronen aus Italien. Die FGH arbeitete eng mit der deutschen Argo Reederei (später Argo Shipping GmbH) und mit der Jamaica Bananen- und Früchtevertrieb GmbH zusammen.
1912 gab es in 27 deutschen Städten Filialen und seit 1914 wurden in Bremen tägliche Auktionen auf dem Fruchthof der Firma durchgeführt. Der Erste Weltkrieg bremste den Aufstieg des Fruchthandels. Im Krieg entstand seine Kriegsgetreidegesellschaft mbH in Berlin.
Nach dem Krieg wurde von Scipio, zunächst für das Spaniengeschäft, die Handelsgesellschaft Atlanta gegründet. Durch die Fruchthandel-Gesellschaft Scipio & Fischer und die Firmen Jamaika und Atlanta wuchs in den 1920er-Jahren wieder der Bremer Früchtemarkt. Die Waren gelangten auf dem Seeweg nach Bremen. Für den Bananenhandel wurde eine eigene Reederei, die Union Handels- und Schifffahrtsgesellschaft mbH (Union), gegründet.
Von 1931 bis 1933 war Scipio Präses der Handelskammer Bremen. Er nahm wesentlichen Anteil bei der Neugründung der Norddeutschen Kreditbank als 1931 das Bankhaus J. F. Schröder und die Danatbank in Konkurs gingen. 1933 wurde er zum Mitglied in der Stiftung Haus Seefahrt gewählt, in der sich das führende Bremer Wirtschaftsbürgertum organisiert und deren Schaffermahlzeiten von 1936 bis 1939 wieder stattfanden.
Wenige Tage nach Rücktritt des alten Senats und der Machtübernahme durch die Nationalsozialisten 1933 in Bremen machte Scipio wie etliche andere der einflussreichen Persönlichkeiten der großbürgerlichen Wirtschaftskreise Bremens beim kommissarisch eingesetzten Bürgermeister Markert seine Aufwartung und gratulierte ihm zur Amtsübernahme. Am 1. Mai trat Scipio nach der Auflösung der DVP in die NSDAP ein. Der neue Senat hatte am 28. Juni per Gesetz die Umbildung der Handelskammer und die Neuwahl des Präsidiums bis zum 15. Juli 1933 verfügt, welches durch den Senat genehmigt werden musste. Um den neuen politischen Umständen Rechnung zu tragen, wurde unter anderem der nationalsozialistische Kaufmann Karl Bollmeyer zum Präses der Kammer gewählt, das ehemalige DVP-Mitglied Scipio wurde erster Vizepräses.
In der Folgezeit, wahrscheinlich in der Erwartung schwerwiegender gesetzlicher Handelsregulierungen durch die Reichsregierung, legte Scipio einen Plan zur Überwindung des Außenhandelsdefizits vor, der auf sogenannten Exportscheinen beruhte und den Handelshäusern gewisse Entscheidungsspielräume erhalten sollte. Für die Umsetzung einer überarbeiteten Version des Scipio-Plans mit ähnlichen Vorschlägen des Hamburger Bürgermeisters Krogmann warb Bürgermeister Markert am 19. Juli 1934 bei Reichsfinanzminister Schwerin von Krosigk. Letztlich setzte sich jedoch der neue Reichswirtschaftsminister Schacht mit seinem Neuen Plan durch, sodass durch direkte Importbeschränkungen und -überwachungen die Spielräume des Bremischen Handelskapitals ab 1934 weiter drastisch eingeengt wurden und Rüstungsbeteiligungen eine wesentliche wirtschaftliche Option darstellten, die von den in Bremen ansässigen Unternehmern  zunehmend verfolgt wurde.
1936 beteiligte sich Scipio an einem von Franz Stapelfeldt initiierten Übernahmekonsortium zur Reprivatisierung des Aktienkapitals des Werftenzusammenschlusses Deschimag, dessen Profitausschüttung aufgrund der inzwischen guten Auftragslage wieder einsetzte. Durch die Transaktion dieses Konsortiums, dem auch etliche weitere bremer Kaufleute angehörten, erwarb er einen Aktienanteil über nominell 333.000 Reichsmark. Sein Anteil am Aktienkapital der Deschimag wurde für 1940 auf etwa 5 Prozent beziffert. Durch die vom Vorstandsvorsitzenden Stapelfeldt eingeworbenen Aufträge  für die Deschimag seit Winter 1934/35 aus dem nationalsozialistischen Rüstungsprogramm ergab sich bereits 1936 eine Aktiendividende von 5 Prozent, im Folgejahr von 8 und 1938 und 1939 von  10 Prozent.
1936  gründete Scipio die Union Handels- und Schifffahrtsgesellschaft mbh (Union-Reederei). In den ersten sechs Kühlschiffen wurden vorwiegend Bananen transportiert. Das Kapital der Reederei stammte zu je einem Drittel aus Bremen, Hamburg und der United Fruit Company aus Boston, heute bekannt unter dem Namen Chiquita.
Während der Zeit des Nationalsozialismus war die Einfuhr einiger „undeutscher“ Früchte verboten. Auch das eingeengte Devisengeschäft in dieser Zeit behinderte den weltweiten Fruchthandel. Die Atlanta hieß nun Scipio & Co., die Jamaika nannte sich Harder, Meiser & Co. und Scipio war ein beherrschender Kommanditist. Aufgrund seines Gespürs für neue Märkte gelang es ihm, unmittelbar nach Einnahme großer Apfelsinenanbaugebiete um Valencia durch Franco-Truppen im Frühjahr 1939 umfangreiche Apfelsinen-Verschiffungen nach Bremen zu organisieren. Im Zweiten Weltkrieg zog sich Scipio auf sein Landgut in der Altmark zurück. Die Firmeneinrichtungen in Bremen wurden im Krieg zerbombt.
1945 zog Scipio wieder nach Bremen, musste sich aber aus politischen Gründen aus der Firmenleitung zurückziehen. 1948 wurde er wieder in seine alten Rechte eingesetzt.
Erst 1955 – also nach seinem Tod – wurde der Fruchtimport wieder völlig freigegeben und 1955 der Fruchthof Bremen eingeweiht. Die weltweit vertretene Unternehmensgruppe führt seit 1990 den Namen Atlanta AG und ist in Europa Marktführer im Geschäftsfeld Handel mit Frischfrucht. Seit 2009 heißt die Firma Univeg Deutschland.

### Aufsichtsratsmitgliedschaften
Scipio war  Mitglied des Aufsichtsrats der Norddeutschen Kreditbank, zudem in den Aufsichtsräten der Reedereien NDL, Union Handels- und Schiffahrtsgesellschaft,   D. G. Neptun und Atlas Levante-Linie  wie auch  der Francke Werke und der Metallwerke Unterweser. Seit 1936 war er Mitglied im Aufsichtsrat der Deschimag.

### Ehrungen
- Die Gustav-Scipio-Stiftung wurde nach ihm benannt. Sie ist eine soziale Einrichtung der Firmengruppe Scipio und der Nachfolgefirma.